# 톈신구

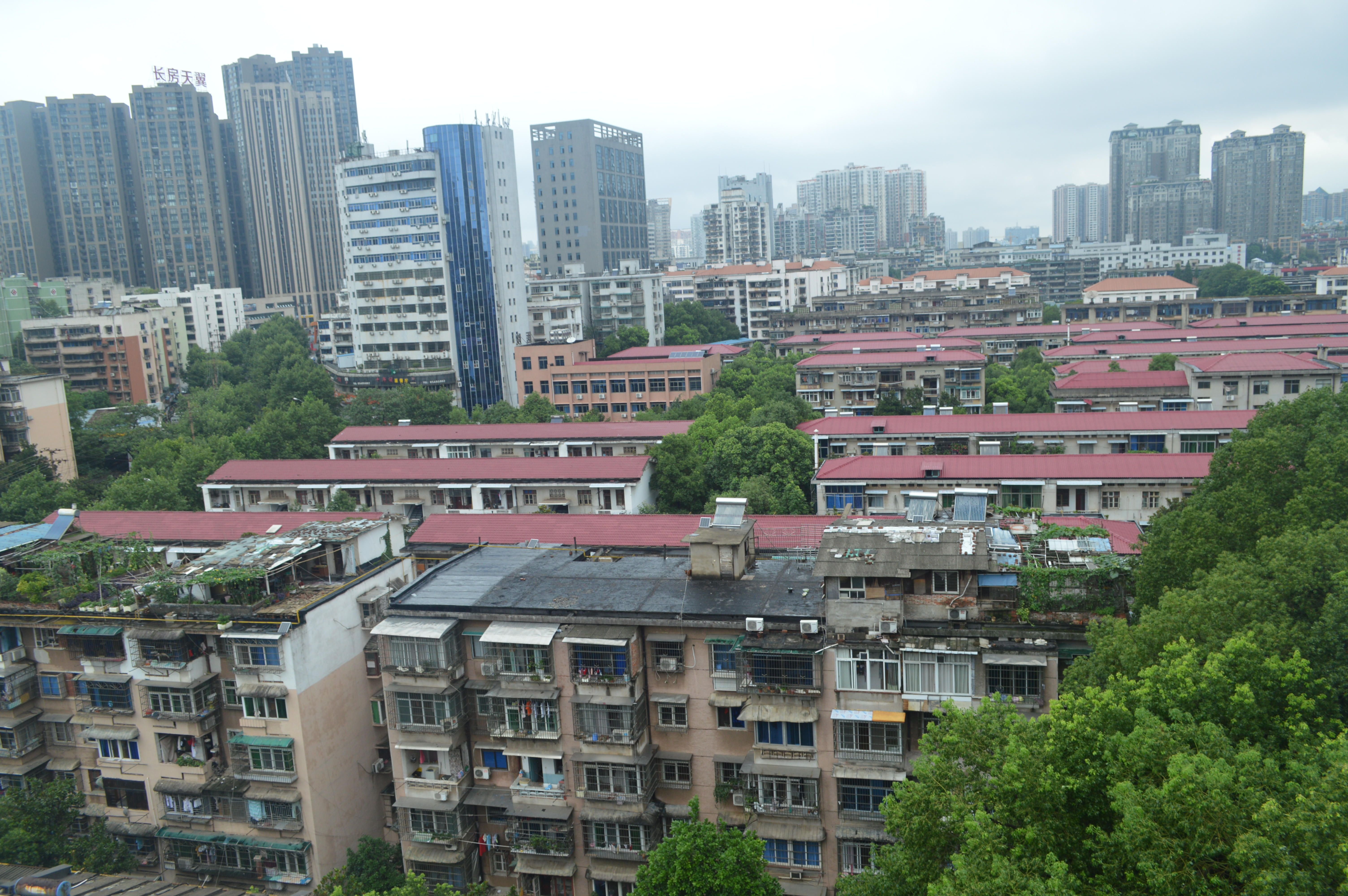

천심구/톈신구(한국어: 천심구, 중국어: 天心区, 병음: Tiānxīn Qū)는 중화인민공화국 호남성 장사 시의 현급 행정구역이다. 넓이는 74km2이고, 인구는 2007년 기준으로 420,000명이다.

## 행정 구역
6개 가도, 4개 진, 2개 향을 관할한다.
- 가도: 纸坊街道.
- 진: 法泗镇.
- 향: 山坡乡.